# マックスウェル・パワーズ
マックスウェル・パワーズ（Maxwell Powers, 1983年12月27日 - ）は日本で活動する声優・ナレーター・タレント・司会者・ラジオパーソナリティ。
東京2020パラリンピック閉会式の司会進行を担当。
アメリカ合衆国カリフォルニア州オークランド出身。

## 人物
父がアメリカ人、母が日本人。日本語を独学で習得して渡日、上智大学で国際政治学・日本語/日本文化研究を学ぶ。文部科学省交換留学生。東京2020パラリンピック閉会式にて司会を務めた。

## 出演

### テレビアニメ
- 甲鉄城のカバネリ（2016年、鈴木）[6]
- ガンダムビルドファイターズ バトローグ（2017年、システム音声）
- 新幹線変形ロボ シンカリオン（2018年 - 2021年、ゲンブ） - 2シリーズ[一覧 1][7]
- ポケットモンスター（2020年、ドローンロトム）[8]
- トミカ絆合体 アースグランナー（2020年、各種デバイス音声）
- SDガンダムワールド ヒーローズ（2021年、サージェントヴェルデバスターガンダム[9][10]）
- ヴィジランテ-僕のヒーローアカデミア ILLEGALS-（2025年、ナレーション[11]）

### 劇場アニメ
- 劇場版 黒子のバスケ LAST GAME（2017年、MC）
- 甲鉄城のカバネリ 海門決戦（2019年、鈴木[12]）
- 劇場版 新幹線変形ロボ シンカリオン 未来からきた神速のALFA-X（2019年、ゲンブ）

### Webアニメ
- 機動戦士ガンダム 復讐のレクイエム 原語版（2024年、オニー・カスガ、ロフト中尉）

### Web配信ドラマ
- ウルトラギャラクシーファイト 大いなる陰謀 英語版（2020年、ウルトラマンメビウスの声、ウルトラマンマックスの声[13]）

### 映画
2008
- 明日への遺言

2009
- ハゲタカ
- ゼロの焦点

2011
- カイジ2 人生奪回ゲーム
- サルベージ・マイス

2013
- カノジョは嘘を愛しすぎてる

2017
- 劇場版 黒子のバスケ LAST GAME
- チア☆ダン〜女子高生がチアダンスで全米制覇しちゃったホントの話〜

2018
- OVER DRIVE

2021
- マスカレード・ナイト

### テレビ番組
| AbemaTV: Exile「BPM」                                    |
| Amazon Prime: Benesse: Kodomo Challenge                  |
| Amazon Prime: The Benza                                  |
| Discovery Channel: Super Japan - On-Time Metro           |
| Espirit スピードラーニング                               |
| Exile Pride ドキュメンタリー                             |
| JSS日本酒造組合 日本酒紹介番組                           |
| JSS 日本酒 紹介番組                                      |
| Netflix: Good News日本語吹替                             |
| NHK BS: Premium Drama                                    |
| NHK: おはよう日本!                                       |
| NHK: みんなの2020バンバン                                |
| NHK: 谷村新司のショー・タイム                            |
| NHK: 金曜EYE Tokyo発見旅!                                |
| NHKエデュケーショナル: 100語でスタート！英会話講座       |
| NHKエデュケーショナル: Doki Doki! ワールドTV             |
| NHKエデュケーショナル: NHK Vocabrider                    |
| NHKエデュケーショナル: Why!?プログラミング               |
| NHKエデュケーショナル: しごとの基礎英語                  |
| NHKエデュケーショナル: シャキーン！                      |
| NHKエデュケーショナル: ボキャブライダー                  |
| NHKエデュケーショナル: 入門ビジネス英語                  |
| NHK埼玉: MONO凄い！Unique Crafts!                        |
| NHK埼玉: スーパーチャンプ! Weird World Champions         |
| TBS: 99年の愛                                            |
| TBS: MOZU 大杉探偵事務所                                 |
| TBS: ピンポンブー！                                      |
| TBS: 世界の日本人妻                                      |
| TBS: 仲良しテレビ                                        |
| TBS: 新幹線変形ロボット：シンカリオン                    |
| TBS: 総理の密使                                          |
| アニメ: Noblesse: Awakening英語版 フランケンシュタイン役 |
| ガンダム・バトローグ                                     |
| テレビ朝日: Qさま！                                      |
| テレビ朝日: 3Dミュージックスタジオ                       |
| テレビ朝日: Qさま！                                      |
| テレビ朝日: いきなり！黄金伝説                           |
| テレビ朝日: なかよしテレビ                               |
| テレビ朝日: ロンドンハーツ                               |
| テレビ朝日: 味一もんめ                                   |
| テレビ朝日: 明石家さんまのコンプレッくすっ杯             |
| テレビ朝日: 神業                                         |
| テレビ朝日: 関ジャニ∞の仕分け                            |
| テレビ朝日: 黄金伝説                                     |
| テレビ東京: ポケットモンスター                           |
| テレビ東京: 乃木坂ってどこ？乃木坂46                     |
| テレビ東京: 妖怪ウォッチ                                 |
| フォックス・ジャパン                                     |
| フジテレビ: SMAP×SMAP                                    |
| フジテレビ: ノイタミナ 「甲鉄城のカバネリ」              |
| フジテレビ: めざましテレビ                               |
| フジテレビ: 天国ジェネレーション                         |
| フジテレビ: 奇跡体験アンビリーバボー                     |
| フジテレビ: 決戦は金曜日                                 |
| ベネッセ：ミスターキング                                 |
| ベネッセ：英語教材収録監修                               |
| 日本テレビ: ゴーイング SPORTS＆NEWS                      |
| 東京FM 80.0: Tokyo FM World                              |
| 東京MXテレビ: ５に時夢中！年末特番                       |
| 東京MXテレビ: 5時に夢中！黒船特派員                      |
| 東京MXテレビ: Classical Pop年末特番                      |
| 東京MXテレビ: あしたのSHOW                               |
| 東京MXテレビ: ニッポンダンディ                           |
| 東京MXテレビ: パ・リーグ/セ・リーグ番宣                  |
| 東京MXテレビ: バラ色ダンディ                             |
| 東京MXテレビ: バラ色ダンディ年末特番                     |
| 東京MXテレビ: 日本ダンディ                               |
| 釣りビジョン: Tenkara番組                                |
| 釣りビジョン: オスプレイズ・アイ                         |
| 釣りビジョン: ハイパー・エキスパート                     |
| 飯面雅子 サンドアート作品ナレーション                    |

| NHK国際放送: 8K NYC Subway Documentary                                                         |
| NHK国際放送: A to Z                                                                            |
| NHK国際放送: ABU Star Teens                                                                    |
| NHK国際放送: AI: Friend or Foe?                                                                |
| NHK国際放送: Asia Biz Forecast                                                                 |
| NHK国際放送: Asia Insight                                                                      |
| NHK国際放送: Asia This Week                                                                    |
| NHK国際放送: Asian Voices                                                                      |
| NHK国際放送: Back to the Edo Period...川越STORY                                                |
| NHK国際放送: Bento Expo - The Global Lunchbox Project                                          |
| NHK国際放送: Blue Planet Prize                                                                 |
| NHK国際放送: Catch Japan                                                                       |
| NHK国際放送: Day Trip Encounters in Chiba                                                      |
| NHK国際放送: Delicious Japan                                                                   |
| NHK国際放送: Direct Talk 監修                                                                  |
| NHK国際放送: Discover & Explore Chiba                                                          |
| NHK国際放送: Explore Japan: Peru & Japan Fusion of Cuisine                                     |
| NHK国際放送: Forward                                                                           |
| NHK国際放送: Future Highway Express 4000 km Southbound through North America                   |
| NHK国際放送: Future Highway Express 7000 km Southbound through Asia                            |
| NHK国際放送: IMMAJ                                                                             |
| NHK国際放送: J-Tech                                                                            |
| NHK国際放送: Japan’s Tiny Giants                                                               |
| NHK国際放送: Kabuki Cool                                                                       |
| NHK国際放送: Kochi Culture Quest                                                               |
| NHK国際放送: Medical Frontiers                                                                 |
| NHK国際放送: Midori Prize for Biodiversity                                                     |
| NHK国際放送: News Radio                                                                        |
| NHK国際放送: NEWSLINE                                                                          |
| NHK国際放送: Next World英語版                                                                  |
| NHK国際放送: NHKスペシャル ドキュメンタリー・シリーズ 英語版                                   |
| NHK国際放送: NHKドキュメンタリー Adrift in Old Age: Facing Bankruptcy in Retirement            |
| NHK国際放送: NHKドキュメンタリー Big Data                                                      |
| NHK国際放送: NHKドキュメンタリー Brown Bears' Fateful Journey: Life on the Shiretoko Peninsula |
| NHK国際放送: NHKドキュメンタリー Galaxies of Ice                                               |
| NHK国際放送: NHKドキュメンタリー Megaquake                                                     |
| NHK国際放送: NHKドキュメンタリー 下町ボブスレー                                                |
| NHK国際放送: NHKドキュメンタリー 廃炉への道 March to Recovery                                  |
| NHK国際放送: NHKドキュメンタリー 消えた子供達 “Invisible" Children: Unheard Cries for Help     |
| NHK国際放送: Piano Tuning/Chimp promos                                                         |
| NHK国際放送: Plant Hunter                                                                      |
| NHK国際放送: Pride of Ise                                                                      |
| NHK国際放送: Radio Japan Focus                                                                 |
| NHK国際放送: RISING                                                                            |
| NHK国際放送: Rising Artist                                                                     |
| NHK国際放送: Sake-Tabi                                                                         |
| NHK国際放送: Sapporo: The Other Japan                                                          |
| NHK国際放送: Sencha Tea                                                                        |
| NHK国際放送: Side by Side - Vietnam Coal                                                       |
| NHK国際放送: Spirit of Japan                                                                   |
| NHK国際放送: Sports Japan                                                                      |
| NHK国際放送: Sportscope                                                                        |
| NHK国際放送: Superb Scenes of Japan Moon Festivals                                             |
| NHK国際放送: Superb Scenes of Japan Playing with the Moon                                      |
| NHK国際放送: Superb Scenes of Japan: Mystery of the Moon                                       |
| NHK国際放送: The Diving Women of Toba                                                          |
| NHK国際放送: The Heart of Japanese Sake                                                        |
| NHK国際放送: The Leading Edge: The Leading Edge: Zipangu, the Land of Gold                     |
| NHK国際放送: The Origins of Disease Episode 3: Depression - Legacy of the Survival Instinct –  |
| NHK国際放送: The World on a Bike: Uzbekistan                                                   |
| NHK国際放送: This is Japanese Seafood                                                          |
| NHK国際放送: This is Nihoncha                                                                  |
| NHK国際放送: This is Nihonshu                                                                  |
| NHK国際放送: This is Wagyu                                                                     |
| NHK国際放送: Tokyo Creators                                                                    |
| NHK国際放送: TOKYO EYE                                                                         |
| NHK国際放送: TOKYO EYE 2020                                                                    |
| NHK国際放送: Tokyo Fashion Express                                                             |
| NHK国際放送: Tokyo Files                                                                       |
| NHK国際放送: Washoku World Challenge                                                           |
| NHK国際放送: World Bento A to Z Okinawa                                                        |
| NHK国際放送: イオン環境財団みどり賞                                                            |
| NHK国際放送: みどり賞                                                                          |
| NHK国際放送: 日本の力                                                                          |
| NHK国際放送ラジオ: 夏期特集広島ドラマ                                                          |

コンサート映像
- 矢沢永吉50周年
- V6 The One
- 安室奈美恵25周年
- 富士ロック・フェスティバル

教材
- 茅ヶ崎 メソッド英語教材
- インフォファクトリー
- スピードラーニング

### MC・イベント司会
| A.L.E.14                                                            |
| AABスーパー・ライブ                                                 |
| AKB48 ロミオ＆ジュリエット                                          |
| Aniplex Online Fest                                                 |
| DREAM リングアナウンサー                                            |
| DYNAMITE リングアナウンサー                                         |
| FIBAバスケットボール アナウンサー                                   |
| Exile コンサート映像                                                |
| Gackt コンサート映像                                                |
| Generations Speedster コンサート映像                                |
| J Soul Brothersコンサート映像                                       |
| JRAワールド杯                                                       |
| Jリーグ 山崎ナビスコ杯                                              |
| K-1 WORLD MAX 実況                                                  |
| K-1 リングアナウンサー・実況                                        |
| KA・RA・DA Factory 匠の技                                           |
| KOFXIV日本決勝戦                                                    |
| LAVAホットヨガ                                                      |
| Mipcom カンヌ Jクリエイティブ 日本ナイト                            |
| NCCスーパーライブ                                                   |
| NHK「サイエンスプロデューサー会議」                                 |
| NHKエディケーショナル 基礎英語スキコン                              |
| RIZIN 総合格闘技 リングアナウンサー                                 |
| RWC：イングランド対南アフリカ                                       |
| RWC：ウェールズ対南アフリカ                                         |
| RWC：オーストラリア対ウェールズ                                     |
| RWC：ダイヤモンド・ディナー                                         |
| RWC：ニュージーランド対イングランド                                 |
| RWC：ニュージーランド対南アフリカ                                   |
| RWC：日本対ロシア                                                   |
| SAP Aribaライブ東京                                                 |
| SNK ネオジオミニ                                                    |
| SRC 総合格闘技 リングアナウンサー                                   |
| STAR WARSレジスタンスHALモード学園                                  |
| SUBARU 世界技術コンクール 2019                                      |
| アイランド・フィーバー：ポリネシアン音楽フェス                      |
| アディダス w/ファレル・ウィリアムズ                                 |
| アディダス W杯ビューイングパーティ w/ベッカム                       |
| アディダス：オールブラックス記者会見                                |
| アディダス：クリエーターズ・ユナイト記者会見                        |
| アデランス50周年                                                    |
| アフラック                                                          |
| アマゾン AWSサミット                                                |
| アリタリア イタリア航空                                             |
| アリタリアナイト                                                    |
| イー・ロジット20周年記念パーティ                                    |
| イチナナLIVE ハロウィン                                             |
| ウェイク・アップ・ガールズ・スーパーライブ                          |
| エグザイル コンサート映像                                           |
| エグザイル ジェネレーションズ スピードスター コンサート映像         |
| エグザイル・ザ・セカンド: Wild Wild Warriorsコンサート映像          |
| エグザイル: パーフェクト・イヤー2020                                |
| エグザイル：バトル・オブ・東京                                      |
| エグゼクティブ・ファイト・ナイト（チャリティー）                    |
| エドワード・ムンク展                                                |
| ガールズ・ジェネレーション：ジェシカ ライブ                         |
| キッズ・アース・ファンド（チャリティー）                            |
| キング・オブ・ファイターズXIV 世界大会                              |
| クリーチャーズ(ポケモン) 20周年                                     |
| グローリー総合格闘技                                                |
| クロックス・ジャパン                                                |
| コンデナストジャパン                                                |
| ジェネレーションズ・ファンイベント                                  |
| シティ・オブ・ドリームズ マカオカジノ                               |
| シティバンク                                                        |
| シンカリオン冬の感謝祭                                              |
| シンカリオン夏の感謝祭                                              |
| スーパーダーツ2018                                                  |
| スペシャルフォース代表戦                                            |
| スペック ～結～ 映画試写会                                          |
| セールスフォース                                                    |
| ダイナーズ クラブ カード                                            |
| タタウラ・オリ・タヒチ日本                                          |
| ダンロップ                                                          |
| ディズニー 「シンデレラ」日本プレミア                               |
| ディズニー 「トゥモローランド」日本プレミア                         |
| ディズニー・リゾーツ                                                |
| ディズニー「FY20」                                                  |
| デス・ストランディング：インタービュー                              |
| テラデータ                                                          |
| テルモ：ギスコム                                                    |
| テレ朝・ファンタジア                                                |
| トリンプ                                                            |
| ナイキ                                                              |
| ニューインテレッセ：スーパートロフィオナイト                        |
| ネットフリックス：ストレンジャー・シングス                          |
| ノイインテレッセ壮行会                                              |
| バカラ                                                              |
| バカラ 恵比寿ガーデンプレイス 点灯式                                |
| ハリー・ウィンストン                                                |
| パワー・レンジャー 日本プレミア                                     |
| ピアジェ                                                            |
| ビッグサイト：ツーリズムエキスポ                                    |
| プーマ                                                              |
| ブルームバーグ・ジャパン                                            |
| ブルームバーグ・ジャパン: スクエアマイル                            |
| ブルームバーグ・ジャパン: ピクニック                                |
| ブルガリ                                                            |
| ブレイクアウト祭り                                                  |
| ブレイド1 キックボクシング                                          |
| ベアミネラル                                                        |
| ボクシングフェス                                                    |
| ホットペッパービューティー                                          |
| ホットペッパービューティー                                          |
| ホットヨガスタジオLAVA                                              |
| ホワイト・エッセンス                                                |
| マーベル・インヒューマンズ                                          |
| マーベル：アベンジャーズエンドゲーム：RDJトークショー               |
| マセラティ                                                          |
| ミサワホーム ５０周年記念                                           |
| ミス・ユニバース・ジャパン                                          |
| ミスターピンク 日本ローンチパーティー                               |
| メルコリゾーツ：横浜マリノス                                        |
| モエシャンドン：グランドデー                                        |
| ももいろクローバーZ：アメリカイベント                               |
| ヤンセン・ファーマー                                                |
| ラグビー・ワールドカップ2019                                        |
| ラス・ベガス・サンズ                                                |
| ラン・フォー・ザ・キュア：カジノナイト（ピンクリボン チャリティー） |
| ラン・フォー・ザ・キュア：ピンクボール（ピンクリボン チャリティー） |
| リクルート・ジョブズ                                                |
| リクルート：スタッフサービス・キックオフ                            |
| リクルート：ホットペッパー・ビューティ                              |
| リクルートキャリア                                                  |
| リクルートビューティ                                                |
| リッツ・カールトン東京                                              |
| リヤドロ                                                            |
| ルイ・ビトン                                                        |
| レオパドレ                                                          |
| ロボット・レストラン新宿                                            |
| ワークス・アプリケーションズ                                        |
| 上野美術館ムンク展オーディオツアー                                  |
| 世界一周団体たびっぽ                                                |
| 世界一周団体たびっぽ 大阪                                           |
| 丸菱工業 70周年                                                     |
| 京楽パチンコ：トランスフォーマ始動                                  |
| 伊奈学園総合高等学校 ゲスト講師                                     |
| 住友不動産販売株式会社                                              |
| 六本木ミッドタウン・アワード                                        |
| 千葉オートサロン（ダンロップ）                                      |
| 名探偵ピカチュー：日本プレミア                                      |
| 名探偵ピカチュー記者会見                                            |
| 和食ワールドチャレンジ                                              |
| 在日イタリア商工会議所                                              |
| 安室奈美恵25周年コンサート                                          |
| 富士対話レセプション w/駐日アメリカ大使                             |
| 岩切プロダクツ                                                      |
| 戦極 リングアナウンサー                                             |
| 日本エステティック協会                                              |
| 日本オープン・ポーカー・ファイナル                                  |
| 日本バスケットボールリーグ(JBL) アナウンサー                        |
| 日本国際交流基金 「立川志の春×デビット・ゾペティ対談」              |
| 日立ハイテクサイエンス：XMasパーティ                                |
| 明治東亰恋伽 トークショー                                           |
| 朝日TVミュージック・KABカーニバル                                   |
| 朝日テレビ Love Box                                                 |
| 東京コミコン STAR WARSレジスタンス                                  |
| 東京ドッグ・ファッショネート                                        |
| 東京マラソン2020                                                    |
| 楽天：NBA                                                           |
| 泡フェス静岡                                                        |
| 王子様のプロポーズ                                                  |
| 白鹿 MUNI発表会                                                     |
| 第一生命                                                            |
| 経済産業省                                                          |
| 資生堂 クレ・ド・ポー・ボーテ                                       |
| 資生堂ビューティー・コングレス                                      |
| 農林水産省                                                          |
| 農林水産省 和食ワールドチャレンジ                                   |
| 遊戯王！ワールドトーナメント                                        |
| 東京2020パラリンピック閉会式 I’m POSSIBLE アワード                  |

### ラジオ番組
- NHKラジオ：基礎英語1
- NHKラジオ：基礎英語2
- NHKラジオ：基礎英語3
- NHKラジオ：ボキャブライダー
- TOKYO FM WORLD(TOKYO FM)[21]
- TBSラジオ：LOVE RAINBOW TRAIN
- ANA全日空機内番組: Autumn Nights Radio

### ゲーム
2007年
- THE EYE OF JUDGMENT

2009年
- バイオハザード5
- ベヨネッタ

2010年
- ドラゴンボールヒーローズ

2011年
- 鉄拳タッグトーナメント2（システムボイス）

2012年
- アーマード・コアV
- バイオハザード リベレーションズ
- 鉄拳タッグトーナメント2 アンリミテッド（システムボイス）
- バイオハザード6

2013年
- SOUL SACRIFICE

2014年
- 蒼き雷霆 ガンヴォルト（英語版PVナレーション）

2015年
- 鉄拳7 - モーションキャプチャー
- 不思議のクロニクル 振リ返リマセン勝ツマデハ
- FIFA 16
- タイムクライシス5（ワイルド・ファング） - アップデート追加キャラクター、英語音声

2016年
- アーガイルシフト
- LET IT DIE
- インフェルノ・クライマー
- ウルトラマン フュージョンファイト!
- 蒼き雷霆 ガンヴォルト 爪（英語版PVナレーション）
- THE KING OF FIGHTERS XIV（システムボイス）
- Pokémon GO
- ONE PIECE サウザンドストーム

2017年
- バイオハザード7 レジデント イービル

2018年
- 甲鉄城のカバネリ -乱- 始まる軌跡 / 夜明けの舞花
- SEGA World Drivers Championship
- 白き鋼鉄のX THE OUT OF GUNVOLT（海外版PVナレーション）
- ソウルキャリバーVI

2019年
- ブラスターマスター ゼロ 2
- ブラッドステインド:リチュアル・オブ・ザ・ナイト
- ダウンタウン乱闘行進曲マッハ

2021年
- 白き鋼鉄のX2（海外版PVナレーション）

2022年
- THE KING OF FIGHTERS XV（システムボイス）
- 蒼き雷霆 ガンヴォルト 鎖環（アシモフ） - 英語音声

2024年
- 龍が如く8（ドワイト・メンデズ）- 日本語音声（英語台詞）
- カルドアンシェル（？？？、アシモフ） - 英語音声

### CM
| 2PM: Genesis of 2PM                           |
| 2PM: Give Me Love                             |
| 2PM: I’m Your Man                             |
| 2PM: Masquerade                               |
| 2PM: Republic of 2PM                          |
| 2PM: Winter Games                             |
| AKB48指原莉乃「それでも好きだよ」             |
| BTS Face Yourself                             |
| BTS Fake Love/Airplane pt.2                   |
| BTS Lights                                    |
| BTS Love Yourself 承Her                       |
| BTS Map of the Soul 7 ツアー                  |
| BTS Map of the Soul: Persona                  |
| BTS Wings Tour日本                            |
| C;ONデビュー映像                              |
| CNNj                                          |
| CNNj JCS                                      |
| CNNj エミレーツ                               |
| CNNj ラグジュアリーカード                     |
| Da-iCE Welcome/Fake me Fake me out            |
| DAM・チャンネル                               |
| EA FIFA 16 PS4/XBOX                           |
| EVOアーク・レボリューション・ワールド         |
| FM Fuji 78.6 Tokyo: JOCV FM                   |
| FMポート ウィークエンドカラー                 |
| FM横浜 カジキング                             |
| G.G. Radio FM Port: A.I. CAN BAR              |
| GALA湯沢リゾート                              |
| H.I.S.                                        |
| IIJ インターネット・イニシアチブ・ジャパン    |
| JOYSOUNDカラオケ                              |
| JR東日本                                      |
| KAT-TUN: Ask Yourself                         |
| KAT-TUN: Ignite                               |
| KAT-TUN: Unlock                               |
| KERA! 誌                                      |
| Kinki Kids Live 20 2 21                       |
| Kis-My-Ft2 赤い果実                           |
| Kis-My-Ft2: Hands Up                          |
| LDH アプリ                                    |
| MAN WITH A MISSION 2016年ツアーDVD            |
| MLB日米野球                                   |
| NEC                                           |
| NEWS カルテット                               |
| NHK Eテレ語学2020                             |
| NTTコミュニケーションズ                       |
| NTTコミュニケーションズ                       |
| NTTデーターセンター                           |
| Pokémon Go!                                   |
| Samsung GALAXY                                |
| Samsung GALAXY NOTE                           |
| Samsung GALAXY NOTE III                       |
| Samsung GALAXY S                              |
| Samsung GALAXY S2                             |
| Samsung GALAXY TAB                            |
| SEAMO                                         |
| Sony G-Masterレンズ                           |
| STU48                                         |
| Tokyo MX 田村淳の聞きたい放題                 |
| TYO PM業務内容案内                            |
| WOWOW プレデターシリーズ番宣                  |
| WOWOW「サバイバル特集：逃げ場のない恐怖」     |
| アウトバック・ステーキハウス                  |
| アサヒ・ビバレッジ                            |
| アサヒ：ウィルキンソン・ハード                |
| アジエンス                                    |
| アシックス ゲル・カヤノ                       |
| アディダス・ワールド杯                        |
| アデランス・フリーダム                        |
| アメージング・スパイダーマン2 パチンコ        |
| アリタリア イタリア航空                       |
| インフェルノ・クライマー                      |
| ウェルネット                                  |
| ウォルター・ロバーツ                          |
| エグザイル ジェネレーションズ スピードスター  |
| エグザイル パフォーマー オーディション バトル |
| エグザイルJr. Battle of Tokyo                 |
| エミレーツ航空                                |
| オータムジャンボ                              |
| カーエイド                                    |
| ガンボルト・ストライカー・パック              |
| ガンボルト・白き鋼鉄のX                       |
| キャタピラー                                  |
| キャンキャム誌                                |
| キリンメッツ                                  |
| KinKi Kids Live DVD & Blu-ray 2013-2014       |
| KinKi Kids Live DVD & Blu-ray 2014-2015       |
| KinKi Kids Live DVD & Blu-ray 2015-2016       |
| KinKi Kids Live DVD & Blu-ray 2016-2017       |
| KinKi Kids Nアルバム                          |
| KinKi Kids The BEST                           |
| KinKi Kids Topaz Love/Destiny                 |
| Google                                        |
| グッドマンxリクルート                         |
| グローバルWifi                                |
| ゲーム・オブ・ウォー                          |
| コアラのマーチアプリ                          |
| コカコーラ・ジャパン                          |
| ゴディバ                                      |
| ゴン アニメ版トレーラー                       |
| サーブコープ                                  |
| サントリー・オールフリー                      |
| サントリー：アイアンボス                      |
| ジェイ・ジェイ The Disorder                   |
| ジャニーズ: ニュース ホワイトアルバム         |
| ジャニーズWEST: W Trouble                     |
| シャルレ                                      |
| スペースシャワーTV                            |
| セイコー アストロン                           |
| ソフトバンク・ホークス                        |
| タカラ ハイボール                             |
| ダブル・ドラゴン４                            |
| チキタバナナ                                  |
| ツイッター・ジャパン                          |
| テレ朝 KABカーニバル                          |
| ドミノピザ                                    |
| トロクロ クロアチア鮪                         |
| ナーフ                                        |
| ニチバン                                      |
| ニュース：Strawberry                          |
| バイオハザード5                               |
| バイオハザード6                               |
| バイオハザード7                               |
| バット・バイ・フォール: Into the Sky          |
| パナソニック                                  |
| ハミングヘッズ                                |
| パワーレンジャー                              |
| パンテーン                                    |
| ヒカリエ 東急シアターオーブ                   |
| ビクトリア・ステーション                      |
| ビタミンウォーター                            |
| ビタミンウォーター: COCO REFRESH              |
| ビタミンウォーターPOWER C                     |
| ビッグボーイ                                  |
| フジロック祭り                                |
| ブラスターマスターゼロ２                      |
| ブラッドステインド                            |
| プレイヤー・アンノーン・バトルグラウンズ      |
| ベネッセ                                      |
| ベヨネッタ                                    |
| ボートレースダービー                          |
| ホーユー REXYヘアカラー                       |
| ホーユー：Rexyホイップヘアカラー              |
| ポール・スチュアート                          |
| ポケットモンスター・ウルトラサン・ムーン      |
| ポッカサッポロ・ジェリーツ                    |
| ポッピンQ: クエスティー                       |
| ホワイトルーセント                            |
| ホンダ CR-V                                   |
| ホンダ FCV                                    |
| ホンダ N-BOX                                  |
| ホンダ N-BOX Custom                           |
| ホンダ N-BOX Slash                            |
| ホンダ N Custom                               |
| ホンダ N-ONE                                  |
| ホンダ N-WGN                                  |
| マキシマム・ザ・ホルモン                      |
| マスターカード：ラグビーワールドカップ        |
| マナマナ                                      |
| マンダム                                      |
| メルセデス・ベンツ                            |
| モブキャスト                                  |
| ユニバーサル・スタジオ・ジャパン              |
| ライオン アロマリッチ（栗山千明）             |
| ライオン キュレル                             |
| ラジオベリー                                  |
| リコー GR                                     |
| レッドブル                                    |
| レッドブル X-ファイターズ                     |
| レッドブル エア・レース                       |
| ロッテ ゼウス ガム                            |
| ワンピース・サウザンドストーム                |
| 三代目 J Soul Brothers                        |
| 三菱化学                                      |
| 中山由馬 Chapter 1                            |
| 乃木坂46 おいでシャンプー                     |
| 任天堂 ガンボルト                             |
| 倖田來未 Bon Voyage                           |
| 倖田來未 Driving Hits 4                       |
| 倖田來未 Japonesque                           |
| 和食ワールドチャンピオンシップ                |
| 堂本光一 Endless Shock Soundtrack             |
| 堂本光一 Spiral                               |
| 大和紡績                                      |
| 妖怪ウォッチ                                  |
| 宝くじ サマージャンボ                         |
| 富士通                                        |
| 小松美羽展                                    |
| 忍ディフェンス・システム                      |
| 忍者WiFi                                      |
| 日本トラベルガイドアプリ                      |
| 日清カップヌードル                            |
| 日清チキンラーメン                            |
| 日産 エクストレイル(Adfest)                   |
| 日通                                          |
| 映画: 花戦PR映像                              |
| 朝ポチ スープ                                 |
| 朝日TVミュージック・KABカーニバル             |
| 東京FM バスタルジア                           |
| 東京MX あしたのSHOW                           |
| 東京MX スポーツ番宣                           |
| 東京MX 野球番宣                               |
| 東京文化会館                                  |
| 東芝グラス                                    |
| 楽天市場                                      |
| 水戸証券                                      |
| 永遠のムードコーラス                          |
| 資生堂 ホワイトルーセント（シンガポール）     |
| 赤西仁 Japonicana                             |
| 関ジャニ∞ 急上昇                              |
| 阪急デパート                                  |
| 集英社・少年ジャンプフェスタ                  |
| 韓国観光庁「I Seoul U」                       |

### プロモーションビデオ
| P&G                                                   |
| 防衛省                                                |
| 電力中央研究所                                        |
| AHIRU図鑑でクイズ                                     |
| AU                                                    |
| BIMコイン                                             |
| BML                                                   |
| BMW                                                   |
| CNBC                                                  |
| CNNj                                                  |
| D.I.C.                                                |
| DAM・チャンネル                                       |
| DREAM総合格闘技                                       |
| Dステーション パチンコ                                |
| FIBA                                                  |
| FIFA                                                  |
| FMサウンズ                                            |
| H.I.S.                                                |
| IIJ インターネット・イニシアティブ・ジャパン          |
| IMMAJ                                                 |
| JAXA宇宙航空研究開発機構                              |
| JRA                                                   |
| JTB                                                   |
| Jオイル・ミルズ                                       |
| Jリーグ 山崎ナビスコ杯                                |
| K-1 WORLD MAX, DYNAMITE                               |
| KDDI                                                  |
| KERA！誌                                              |
| LDHエンターテインメント                               |
| LINE                                                  |
| LLCピーチ航空                                         |
| Mipcom ジャパンナイト カンヌ                          |
| NEC                                                   |
| NHKアート                                             |
| NHKインターナショナル                                 |
| NHKエデュケーショナル                                 |
| NHKグローバルメディア                                 |
| NHKスカイツリー放送所                                 |
| NHK放送協会                                           |
| NSK                                                   |
| NSSK                                                  |
| NTTグループ                                           |
| NTTコミュニケーションズ                               |
| NTTセキュリティー                                     |
| RIZIN 総合格闘技                                      |
| SEIYU                                                 |
| SNK                                                   |
| SRC 総合格闘技                                        |
| Tateru                                                |
| TBS                                                   |
| TEPCO                                                 |
| TERUMO GISCOM                                         |
| TYOモンスター                                         |
| UFC総合格闘技                                         |
| UHA味覚糖                                             |
| UNESCO                                                |
| VIVI誌                                                |
| アーク・システム・ワークス                            |
| アーセナルFC                                          |
| アウテック                                            |
| アクセンチュア                                        |
| アサヒビバリッジ                                      |
| アシックス                                            |
| アスタリール                                          |
| アディダス                                            |
| アデランス                                            |
| アドフェスタ                                          |
| アフラック                                            |
| アマゾン                                              |
| アマゾンプライム                                      |
| アリタリア イタリア航空                               |
| アルパイン                                            |
| インテージ・ホルディングズ                            |
| インティ・クリエイツ                                  |
| インテル・インサイド                                  |
| インベスターズ・クラウド                              |
| ウェルネット                                          |
| エイベックス                                          |
| エスプリ：スピードラーニング                          |
| エスプリ：スピードラーニングJR.                       |
| エフティコミュニケーションズ                          |
| エミレーツ航空                                        |
| オーエム製作所                                        |
| オリンパス                                            |
| オリンパス医療機器                                    |
| カシオ                                                |
| カプコム                                              |
| カンヌ・ライオンズ広告祭                              |
| キッズ・アース・ファンド（チャリティー）              |
| キャノン                                              |
| キュレル                                              |
| キリン                                                |
| グーグル                                              |
| クライオテック                                        |
| グラソー                                              |
| クラリオン カーナビ                                   |
| グリー                                                |
| クリーチャーズ(ポケモンカンパニー)                    |
| クリエイティブマン                                    |
| グリコ                                                |
| グレイ・ワールドワイド                                |
| グローバルWiFi                                        |
| グローリー総合格闘技                                  |
| クロックス・ジャパン                                  |
| ケネディクス                                          |
| コスモ工機                                            |
| コゾフィルターズ                                      |
| ゴッコープロ                                          |
| ゴディバ                                              |
| コニカミノルタ                                        |
| コレカ                                                |
| コロワイド                                            |
| コンデナスト ジャパン                                 |
| サーブコープ                                          |
| サイボウズ                                            |
| サウジアラビア空港                                    |
| さくらグループ                                        |
| サムスン                                              |
| サントリー                                            |
| サンヨー電気                                          |
| シティ・オブ・ドリームズ マカオカジノ                 |
| シティバンク                                          |
| シマノ                                                |
| シャーク                                              |
| ジャパントラベルガイドアプリ                          |
| シンプルショー                                        |
| スペースシャワーTV                                    |
| スポティファイ                                        |
| セ・リーグ                                            |
| セールスフォース                                      |
| セイコー                                              |
| ソウル市                                              |
| ソニー                                                |
| ダイナーズ クラブ カード                              |
| タカサゴ・グループ                                    |
| タカラトミー                                          |
| タカラ酒造                                            |
| タクボ物置                                            |
| ダンロップ                                            |
| ツイッター                                            |
| つくば市                                              |
| ティエステック                                        |
| ディズニー 日本                                       |
| テレビマンユニオン                                    |
| テレビ朝日                                            |
| テレビ東京                                            |
| デンカ生研                                            |
| トゥーンブーム                                        |
| ドコモ                                                |
| ドミノピザ                                            |
| トヨタ南米                                            |
| トリンプ                                              |
| ナーフ                                                |
| ナイキ                                                |
| ナブテスコ                                            |
| パ・リーグ                                            |
| ハーゲンダッツ                                        |
| パイオニア                                            |
| バカラ                                                |
| パナソニック                                          |
| ハミングヘッズ                                        |
| バンダイナムコ                                        |
| パンテーン                                            |
| ピアジェ                                              |
| ビクトリア・ステーション                              |
| ビッグ・エス シンガポール                             |
| ビッグ・ボーイ                                        |
| プーマ                                                |
| フィールズ                                            |
| フィリップス                                          |
| フジテレビ                                            |
| フューチャー・アーキテクト                            |
| ブリッジストーン                                      |
| ブルガリ                                              |
| プルデンシャル・ジャパン                              |
| ベアミネラル                                          |
| ベックス                                              |
| ベネッセ                                              |
| ボーダレス                                            |
| ポッカサッポロ                                        |
| ホンダ自動車                                          |
| マーベル・ジャパン                                    |
| マイクロソフト                                        |
| マクドナルド                                          |
| マクネル企業                                          |
| マミートーク                                          |
| マルコメ味噌                                          |
| マンダム                                              |
| ミサワホーム                                          |
| ミス・ユニバース・ジャパン                            |
| メディアメトル                                        |
| メルセデスベンツ                                      |
| モエシャンドン                                        |
| モブキャスト                                          |
| ヤクルト                                              |
| ユーチューブ                                          |
| ユニクロ                                              |
| ユニチャーム                                          |
| ユニバ・グループ                                      |
| ユニバーサル・ミュージック                            |
| ユニフルーティー                                      |
| ライオン                                              |
| ラン・フォー・ザ・キュア（ピンクリボン チャリティー） |
| リクルート                                            |
| リクルートジョブズ                                    |
| リコー                                                |
| リヤドロ                                              |
| リンテック                                            |
| ルイ・ビトン                                          |
| レクサス                                              |
| レッドブル                                            |
| レビックグローバル                                    |
| レベル５                                              |
| ロゼッタストーン                                      |
| ロッテ                                                |
| ロバート・ウォルターズ                                |
| ワークス・アプリケーションズ                          |
| ワーナーミュージック                                  |
| 一風堂ラーメン                                        |
| 三枝リンクス                                          |
| 三菱UFJリース                                         |
| 三菱グループ                                          |
| 三菱ふそう                                            |
| 三菱化学                                              |
| 三菱重工                                              |
| 三菱電機                                              |
| 三越                                                  |
| 世界一周団体たびっぽ                                  |
| 中興化成                                              |
| 享楽パチンコ                                          |
| 京セラ                                                |
| 仙台市観光                                            |
| 任天堂                                                |
| 伊藤忠丸紅鉄鋼                                        |
| 住友不動産販売株式会社                                |
| 住友商事:水素エネルギー                               |
| 全日空                                                |
| 六本木ヒルズ                                          |
| 六本木ミッドタウン                                    |
| 凸版                                                  |
| 凸版ストリート・ミュージアム                          |
| 博報堂                                                |
| 吉野石膏                                              |
| 味の素                                                |
| 商船三井                                              |
| 四国観光省                                            |
| 在日イタリア商工会議所                                |
| 外務省・JICA                                          |
| 大和紡                                                |
| 妖怪ウォッチ                                          |
| 宝くじ サマージャンボ                                 |
| 富士通                                                |
| 富士通 クラウドドライビングAI                         |
| 富士通モビリティIoT                                   |
| 富士電機                                              |
| 岩切プロダクツ                                        |
| 成田国際空港                                          |
| 戦極 総合格闘技                                       |
| 技研                                                  |
| 握手リキッドメタル                                    |
| 損保ジャパン                                          |
| 損保ジャパン日本興和損保                              |
| 新日鉄住友                                            |
| 日本エステティック協会                                |
| 日本コーンスターチ                                    |
| 日本コカコーラ                                        |
| 日本テレビ                                            |
| 日本バスケットボールリーグ(JBL)                       |
| 日本光電                                              |
| 日本国際交流基金                                      |
| 日本国際放送 (JIB)                                    |
| 日本建築構造技術者協会                                |
| 日本海事協会                                          |
| 日本製鉄                                              |
| 日本通運                                              |
| 日清 カップヌードル                                   |
| 日産自動車                                            |
| 日立                                                  |
| 日立オートモティブシステムズ                          |
| 日立オートモティブシステムズメジャメント              |
| 日立金属                                              |
| 日経パネルシステム                                    |
| 日貿                                                  |
| 日鉄                                                  |
| 日鉄住金                                              |
| 明治安田生命企業VTR                                   |
| 明治東亰恋伽 トークショー                             |
| 昭和清工                                              |
| 札幌市                                                |
| 村田製作所                                            |
| 東京MXテレビ                                          |
| 東京商工会議所                                        |
| 東京文化会館                                          |
| 東京精密株式会社                                      |
| 東京都 防災訓練                                       |
| 東京都CLIL教材                                        |
| 東京都美術館                                          |
| 東北新社                                              |
| 東宝                                                  |
| 東映                                                  |
| 東洋インキ                                            |
| 東芝                                                  |
| 松井証券                                              |
| 沖縄 PR                                               |
| 沖縄科学技術大学院大学OIST                            |
| 海洋研究開発機構                                      |
| 独立行政法人国際協力機構                              |
| 相模豆腐                                              |
| 福光屋 日本酒                                         |
| 第一生命                                              |
| 経済省ワンダー500                                     |
| 総務省統計局                                          |
| 茅ヶ崎プレス                                          |
| 葵プロモーション                                      |
| 西ノ島 PR                                             |
| 読売ジャイアンツ                                      |
| 資生堂                                                |
| 農林水産省                                            |
| 銀座松屋                                              |
| 阪急デパート                                          |
| 集英社・少年ジャンプ                                  |
| 電通                                                  |
| 電通PR                                                |
| 電通テック                                            |
| 響                                                    |
| 鳥羽市                                                |

## 英語発音指導・監修
- 草彅剛
- 織田裕二
- 大倉忠義
- 三上博史
- 佐藤健
- マリエ
- 葵わかな
- 寺脇康文
- 甲斐翔真
- 国仲涼子
- 浜辺美波
- 黒谷友香
- 千葉雄大
- 上村海成
- 荒木飛羽
- 倉科カナ
- 桜田ひより
- ハリー杉山

### シリーズ一覧
1. ↑  『新幹線変形ロボ シンカリオン THE ANIMATION』（2018年 - 2019年）、『新幹線変形ロボ シンカリオンZ』（2021年）